# Pasta primavera
La pasta primavera è un piatto di pasta inventato in Canada o gli Stati Uniti d'America negli anni settanta a base di verdure fresche, burro, panna e formaggio.

## Storia

### Origini
L'invenzione della pasta primavera è controversa. Stando ad alcuni fonti essa sarebbe stata ideata nel 1975 da Sirio Maccioni, co-proprietario del ristorante Le Cirque di New York e capo cuoco dello Shangri-La Ranch del barone Carlo Amato a Roberts Island, nella Nuova Scozia. Alla richiesta del barone e dei suoi ospiti di preparare un piatto di pasta senza pesce o selvaggina, Maccioni avrebbe servito loro della pastasciutta con verdure, burro e formaggio. Successivamente, dopo essere tornato a New York, Maccioni avrebbe riproposto la ricetta nel suo ristorante.
Stando ad altri, la pasta primavera sarebbe invece un'invenzione della moglie di Maccioni Egidiana, che avrebbe preparato un piatto simile usando vari ingredienti che aveva a disposizione durante un viaggio in Nuova Scozia.
L'alimento è stato anche rivendicato dall'artista e cuoco dilettante Edward Giobbi, che avrebbe mostrato a Maccioni e Jean Vergnes (il futuro capo cucina de Le Cirque) un piatto simile che Vergnes avrebbe poi modificato.
L'invenzione della pasta primavera è anche attribuita a una quarta persona, ovvero lo chef Franco Brigandi, il quale ha dichiarato di averlo inventato mentre faceva il maître del ristorante Il Gato Pardo di New York. Brigandi lo avrebbe cucinato per Bob Lape, giornalista di WABC-TV, prima che l'alimento venisse riproposto da altri imitatori.

### Il successo
Inizialmente la pasta primavera è stata il "piatto speciale" de Le Cirque e per questo motivo omessa dal menù. Maccioni afferma che Vergnes e gli altri chef francesi che lavoravano con lui a Le Cirque si sarebbero rifiutati di servire ai clienti la pasta primavera. Pertanto, per soddisfare le esigenze dei clienti, Maccioni si sarebbe messo a cucinare il piatto in un corridoio del locale, facendo arrivare le porzioni da servire ai clienti dal personale di sala e lontano dagli occhi attenti dei cuochi.
Craig Claiborne e Pierre Franey hanno sostenuto che la combinazione di pasta e verdure appena cotte rende l'alimento «il piatto di cui più si parla a Manhattan» oltre che uno dei piatti più rappresentativi della cucina statunitense degli anni settanta. Nel 1977, i due hanno pubblicato sul New York Times una ricetta della pasta primavera.